# 레온 페스팅거
레온 페스팅거(Leon Festinger, 1919년 5월 8일~1989년 2월 11일)는 미국 사회심리학자로서 인지부조화(cognitive dissonance)와 사회비교이론(social comparison theory)으로 잘 알려져 있다. 그의 이론과 연구는 인간의 행동에 대한 자극과 반응을 보여줌으로써 사회 심리학의 지배적인 행동 주의적 견해를 보여준 것이다.

## 생애
페스팅거는 1919년 5월 8일 브루클린 뉴욕에서 러시아 유대인 이민자 Alex Fetinger와 Sara Solomon Festinger 사이에서 태어났다. 페스팅거는 브루클린의 Boys High School에 다녔으며 City Colloege에서 심리학 학사 학위를 받았다. 이후 그는 아이오와 대학교의 Kurt Lewin에게서 공부했으며, 1940년에 MA를, 1942년에 아동행동분야의 박사학위를 받았다. 그는 아이오와에 도착했을 때 사회심리학에 관심이 없었고, 사회심리학 전공과정을 철저히하지 않았다. 대신 그는 Lewin의 긴장 시스템에 대한 초기 연구에 관심이 있었다. 이후 Festinger는 통계학에 대한 연구, 의사 결정의 양적 모델 개발, 심지어 래트에 대한 실험실 연구의 출판까지 자신의 원래 관심사를 계속 추구하면서 열망을 연구했다. 졸업 후 페스팅거는 1941년부터 1943년까지 아이오와에서 연구원으로 일한 후 제 2차 세계대전 당시 1943년부터 1945년까지 로체스터 대학교 항공기 조종사 선발 및 훈련위원회의 통계학자로 일했다. 그리고 1943년, 페스팅거는 피아니스트인 Mary Oliver Ballou와 결혼했다. 그는 세 자녀, Catherine, Richard, Kurt가 있었다. 페스팅거와 Ballou는 나중에 이혼했고, 1968년 New York University의 사회 복지학과 교수인 Trudy Bradley와 재혼했다.

## 주요이론

### 근접효과
페스팅거(Festinger), 스탠리 샤흐터(Stanley Schachter) 및 커트 벡(Kurt Back)은 MIT의 기숙사에 거주하는 대학생들 사이에서 친구의 선택을 조사했다. 연구팀은 친밀감, 즉 학생들이 살았던 장소와의 물리적 근접성, 일반적인 취향과 비슷한 취향이나 신념에 의해서가 아니라 동점 형성이 예측된다는 것을 보여주었다. 즉, 사람들은 단순히 이웃과 친구가 되는 경향이 있다. 그들은 또한 기능적 거리가 사회적 유대 관계를 예측한다는 것을 발견했다. 예를 들어, 2층짜리 아파트 건물에서는 계단 옆의 저층에 사는 사람들이 기능적으로 같은 층에 있는 다른 사람들보다 상층 거주자에 더 가깝다는 것이다. 때문에 계단 근처의 낮은 층 거주자는 낮은 층의 이웃보다 상위층에 사는 사람들과 친구가 될 가능성이 크다. 페스팅거와 그의 공동 연구자들은 이러한 결과가 친구 관계가 수동적인 접촉을 기반으로 개발된다는 증거로 보았으며 그러한 수동적 접촉은 사람들 사이의 물리적 및 기능적 거리에 더 가까이에 발생할 가능성이 더 높다고 밝힌 바 있다.

### 비형식적인 사회적 커뮤니케이션
그의 1950년 논문에서 페스팅거는 의사 소통의 주요 압력 중 하나는 사회 현실과 집단 이동이라는 두 가지 근원지에서 발생하는 집단 내에서의 통일성에서 비롯된 것이라고 주장했다. 페스팅거는 사람들이 그들의 태도와 의견의 주관적 타당성을 결정하기 위해 사회적 현실에 의존한다고 주장했다. 그러므로 그는 그룹 구성원들 사이에 의견이나 태도의 불일치가 존재할 때 의사 소통의 압력이 발생하고, 집단 구성원이 의사소통하는 시기, 의사소통하는 대상, 통신 상대가 반응하는 방식을 그의 주장을 뒷받침하는 증거로서 제시했다.

### 사회 비교 이론
페스팅거의 영향력있는 사회 비교 이론 (social comparison theory, 1954)은 능력의 영역에 대한 태도와 의견을 평가하는 사회적 현실에 의존하는 것과 관련된 이전 이론의 연장으로 볼 수 있다. 페스팅거는 사람이 자신의 의견과 능력을 정확하게 평가할 수 있는 선천적인 노력이 있다는 전제로 시작하여 사람들은 다른 사람들의 의견과 능력을 비교함으로써 자신의 의견과 능력을 평가하려고 노력한다고 가정한다. 또한 사람들은 태도의 불일치를 줄이기 위한 행동을 취할 것이다. 타인을 자신에게 더 가깝게 만들기 위해 변화시키거나 자신의 태도를 변경하여 다른 사람들과 더 가깝게 만든다. 그들은 능력의 불일치를 줄이기 위해 행동을 취할 것이며, 능력의 향상을 위한 상향식 운동이 있다. 따라서 페스팅거는 "사회적 영향 과정과 어떤 종류의 경쟁 행동은 동일한 사회 - 심리 과정의 두 표현이다"라고 주장한다. 즉, 자기 평가를 위한 추진력과 그러한 평가가 다른 사람들과의 비교를 기반으로 할 필요성을 의미한다고 볼 수 있다. 마지막으로 페스팅거는 사회비교이론이 사회에 미치는 영향을 논의하면서, 사람들이 자신의 능력에 동의하는 의견을 가진 그룹으로 이동하는 경향이 있다고 주장한다.

## 같이 보기
- 정교화 가능성 모델